# ماسيي زورافسكي

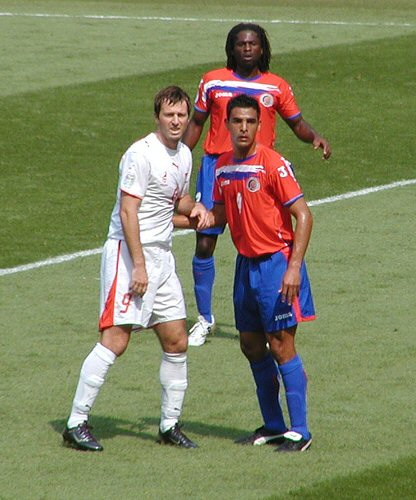
ماسيج زوراويسكي

ماسيج ستانيسلو زوراويسكي (بالبولندية: Maciej Stanisław Żurawski)‏، من مواليد 12 سبتمبر 1976 في بوزنان في بولندا ، لاعب كرة قدم بولندي.
يلعب مع نادي لاريسا منذ عام 2008.
يلعب مع منتخب بولندا لكرة القدم.

## روابط خارجية
- ماسيي زورافسكي على موقع الاتحاد الدولي (مؤرشف)  (الإنجليزية)
- ماسيي زورافسكي على موقع قاعدة بيانات كرة القدم.إي يو (الإنجليزية)
- ماسيي زورافسكي على موقع ناشيونال فوتبول تيمز (الإنجليزية)
- ماسيي زورافسكي على موقع Soccerbase.com (لاعب) (الإنجليزية)
- ماسيي زورافسكي على موقع Soccerway.com (الإنجليزية)
- ماسيي زورافسكي على موقع عالم كرة القدم.نت (الإنجليزية)
- ماسيي زورافسكي على موقع كووورة